# Spongilla jiujiangensis
Spongilla jiujiangensis är en svampdjursart som beskrevs av Cheng 1991. Spongilla jiujiangensis ingår i släktet Spongilla och familjen Spongillidae. Inga underarter finns listade i Catalogue of Life.